# Amen
Ne doit pas être confondu avec Ameen.
Pour les articles homonymes, voir Amen (homonymie).
Cette page contient des caractères spéciaux ou non latins. S’ils s’affichent mal (▯, ?, etc.), consultez la page d’aide Unicode.
Le mot Amen, de l'hébreu אָמֵן (ʾāmēn) (« ainsi soit-il », « que cela soit vrai, se vérifie » mais aussi « en vérité ») est une déclaration de foi et d'affirmation, trouvée dans la Bible hébraïque et le Nouveau Testament. Elle a toujours été en usage dans le judaïsme et a été adoptée dans la liturgie chrétienne comme formule de conclusion de prières ou d'hymnes. En Islam, le mot est prononcé usuellement à la fin de la récitation d’Al-Fatiha, la première sourate du Coran. 
Par extension, Amen est également utilisé informellement hors de tout contexte religieux pour exprimer fortement sa soumission ou son assentiment.

## Étymologie et utilisation dans la Bible

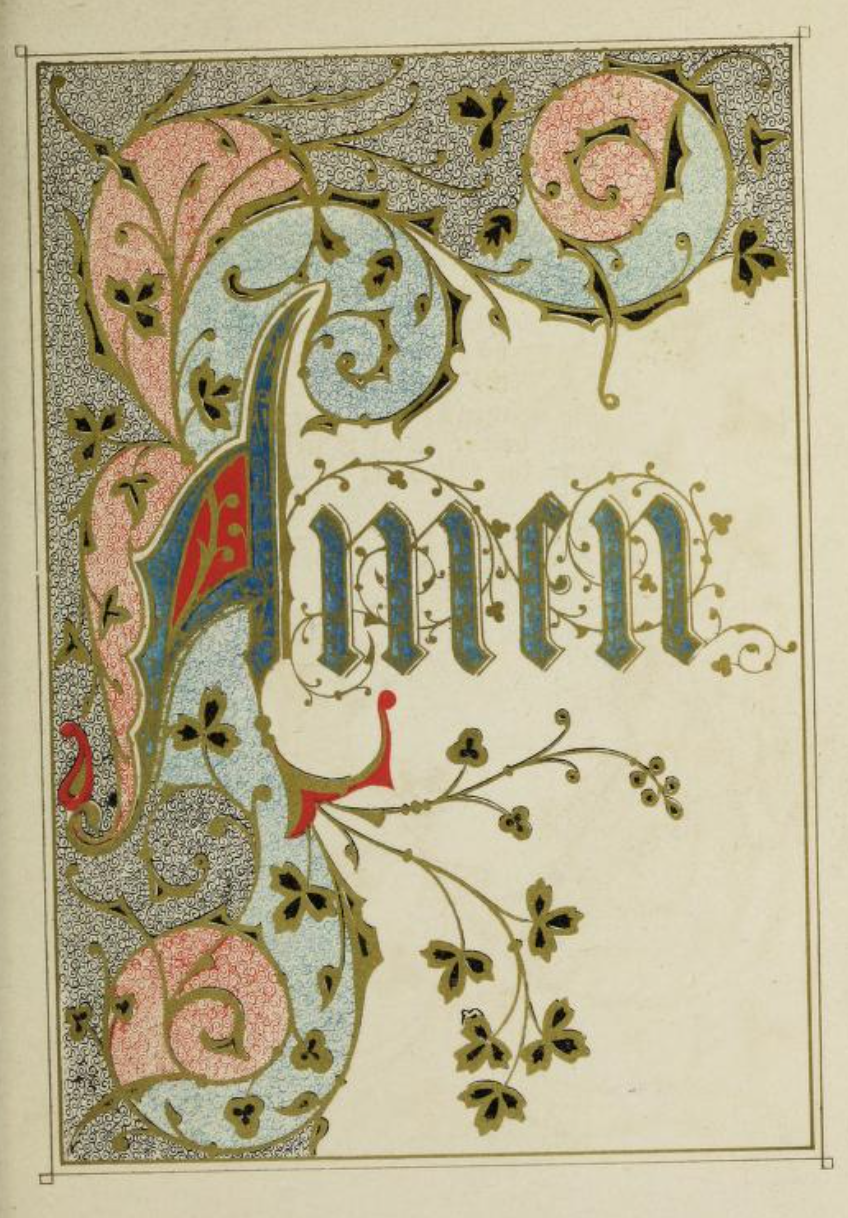
« Amen » orné du livre enluminé du Sermon sur la montagne conçu par Owen Jones, paru en 1845.

Amen est à l'origine un adjectif verbal utilisé dans la Torah, qui signifie « sincère et vrai » (amanah). Il se rattache au verbe hébreu amn qui possède plusieurs significations telles que « être fidèle », « être établi » ou « croire ». Cette racine a donné les noms de « foi » (emouna), « confiance » (emana) et l'adverbe « assurément » amna. Sa traduction est « que cela soit vrai, se vérifie », « ainsi soit-il ».
Dans la Bible hébraïque, Amen est utilisé après une prière, un ordre ou une bénédiction. C'est une réponse pour marquer l'accord à ce qui vient d'être dit. Il s'agit généralement de la réponse d'une assemblée, souvent dans un contexte liturgique. Dans la Torah, amen ponctue Nombres 5:22 et les douze malédictions de Deutéronome 27:15-26. Dans un cas, il est utilisé comme un nom אלֹהֵי אָמֵן (ēlohê āmēn) soit « dieu de vérité » (Ésaïe 65,16). Plusieurs usages d’Amen sont faits : un amen en réponse aux paroles d'un autre interlocuteur, par exemple 1 Rois 1:36 ou Apocalypse 22:20 ; un amen sans changement d'interlocuteur, comme dans le Livre des Psaumes et dans les doxologies des Épîtres du Nouveau Testament ; un amen comme formule de conclusion comme dans le livre de Tobie, le Troisième et le Quatrième livre des Maccabées,.
Dans la Bible grecque de la Septante, le mot amen est rendu de différentes manières. Le plus souvent, il est traduit par « ainsi soit-il » γένοιτο (genoito). Dans quelques cas, il n'est pas traduit mais simplement translittéré ἀμήν (amēn). Dans la Vulgate, traduction latine de la Bible, amen est traduit par « en vérité ».
Dans le Nouveau Testament, l'usage du mot amen est généralement le même que dans la Bible hébraïque. Il intervient à la fin des prières et des doxologies (sauf dans l'Apocalypse 3,14). Les Évangiles font par contre un usage particulier du terme. Les paroles de Jésus utilisent amen en préambule (« amen je vous le dis »). Cet usage particulier résulte peut-être d'une influence de l'araméen.

## Dans la liturgie juive
La tradition rabbinique interprète homilétiquement Amen comme acronyme de ’El melekh ne’eman (אל מלך נאמן), Dieu, Roi en Qui l'on place sa confiance, les paroles dont l'individu qui prie seul fait précéder sa lecture du Shema Israël, proclamation biquotidienne du monothéisme.
Dans la liturgie juive traditionnelle et moderne, « Amen » est employé par la congrégation pour affirmer et souscrire aux mots prononcés auparavant dans la prière. Il est enseigné que le Juif qui dit « Amen » lors d'une prière publique dite par un autre Juif, c'est comme s'il avait lui-même prié, pour autant que son amen ne soit ni trop pressé (amen 'hatoufa, prononcé avant la fin de la prière), ni orphelin (amen yatom, prononcé trop longtemps après la conclusion de celle-ci). En revanche, le Juif ne doit pas dire « Amen » à la fin d'une prière que quelqu'un fait pour lui-même. Il existe d'autres règles encore. 
Le mot Amen est quelquefois précédé de vè'Imrou (judéo-araméen : ואמרו « et disons »), souvent dans la prière du Kaddish. Il signale de la sorte à la congrégation de répondre ensemble Amen.
Amen est prononcé /amen/ selon la prononciation sépharade et /ɔmeɪn/ selon la prononciation ashkénaze.

## Dans le christianisme

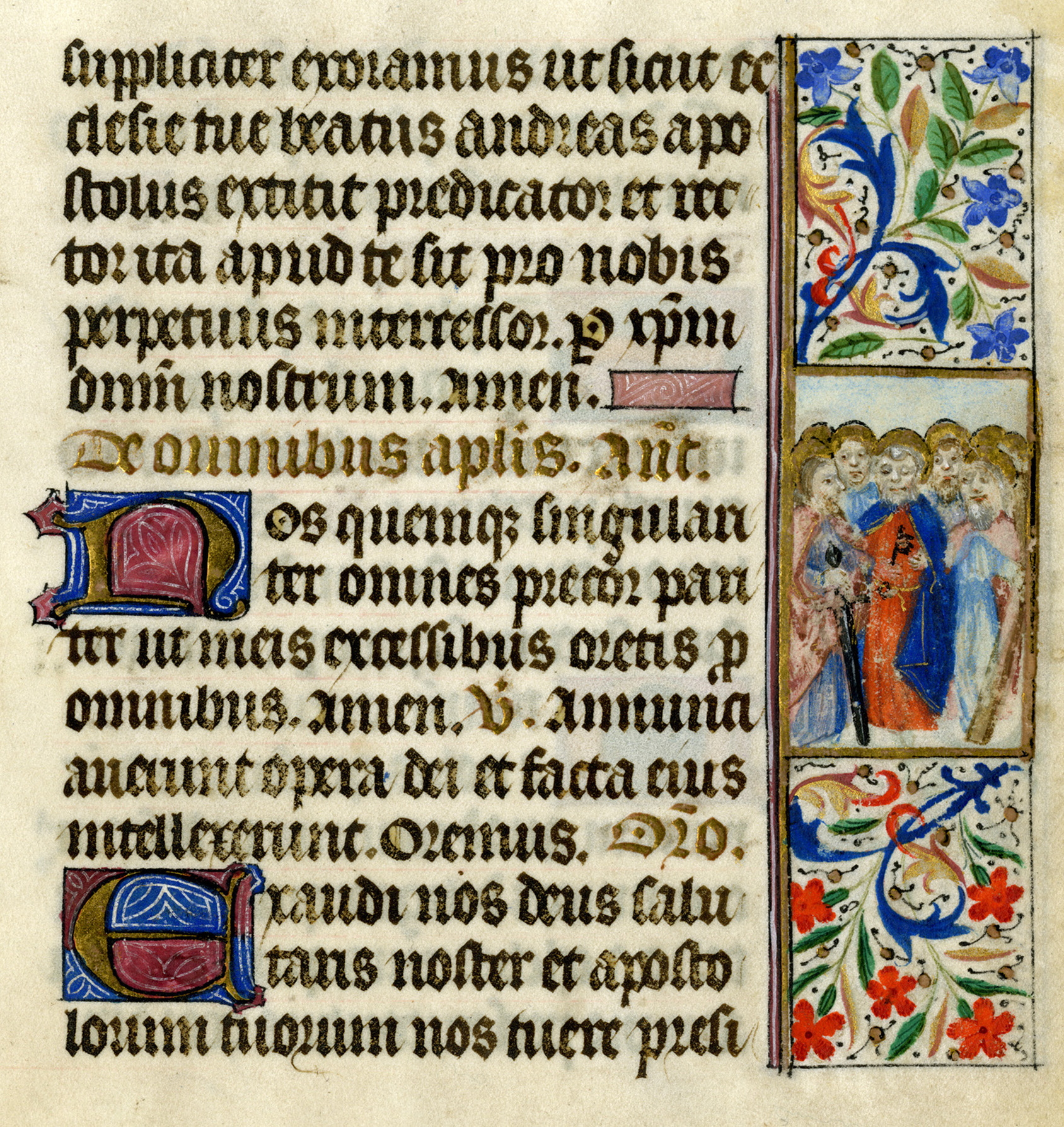
Page ponctuée de « Amen », donnant la liturgie de l'octave de Saint André, université d'État de Boise (États-Unis), v. 1480.

Le terme a été traduit par le grec genoito (« ainsi soit-il ») dans la Septante et par le latin fiat dans la Vulgate. Dans l'Ancien Testament, la formule appuie les sermons, les bénédictions ou malédictions. Dans les Évangiles, elle est rendue par « en vérité ». Amen a été adopté par les chrétiens comme la conclusion des prières.

## Dans l'islam

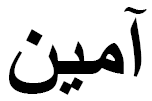
Amen en arabe

Le mot se prononce « Âmîne » (آمين) en arabe (avec un a et un i longs). Il se rattache à la racine '-M-N qui donne l'idée de confiance et la forme verbale 'amana (« croire »), laquelle produit aussi le nom verbal imân (« foi ») ; le participe actif donne mou'min (« croyant »). Le prénom arabe Amine (« fidèle, honnête, sûr ») vient lui aussi de cette racine.
Il est prononcé usuellement à la fin de la récitation de la première sourate (prologue) du Coran ou après une du'a par les sunnites. Cet ajout est rejeté dans le monde chiite, car il invalide la prière (Al-Tūsī).

## Dans la franc-maçonnerie
« Judéo-chrétienne dans son essence..., façonnée par la foi protestante », la franc-maçonnerie voyait les anciens francs-maçons clore leurs prières ou rituels par « Amen »,. L'Irlandais catholique Laurence Dermott, auteur de Ahiman Rezon, s'appuie sur les racines « traditionnelles » de la franc-maçonnerie pour qu'une prière maçonnique, aux éléments tenant à la fois du christianisme et du judaïsme, soit récitée en loge,.

## Hors contexte religieux
Par extension, Amen est également utilisé informellement hors de tout contexte religieux pour exprimer fortement sa soumission ou son assentiment.